# Església parroquial de l'Assumpció (la Pobla de Benifassà)
L'Església Parroquial de l'Assumpció de Maria, sub invocatione Assumptionis Beatae Mariae Virginis, com era costum al S. XIII, també coneguda com a església de Sant Pere, a la Pobla de Benifassà és un edifici religiós catòlic, que es localitza en ple nucli urbà d'aquest municipi de la comarca del Baix Maestrat. Està catalogada com Bé de rellevància local, amb la categoria de Monument d'interès local, i codi: 12.03.093-006; de manera genèrica i segons la Disposició Addicional Cinquena de la Llei 5/2007, de 9 de febrer, de la Generalitat, de modificació de la Llei 4/1998, d'11 de juny, del Patrimoni Cultural Valencià (DOCV Núm. 5.449 / 13/02/2007).
Pertany a l'arxiprestat de Montsià-La Tinença, del bisbat de Tortosa.

## Història
En un primer moment l'església es va erigir en honor de Sant Pere, d'aquí la seua doble denominació. Data del segle xiii, en l'època de la conquesta d'aquestes terres per part de les tropes del rei Jaume el Conqueridor.
Al llarg de la seua història ha sofert diverses remodelacions, entre les quals destaca la seua última restauració (que va permetre descobrir valuoses taules del segle xiii), així com la duta a terme a la seua torre campanar (subvencionada per la Direcció general del Patrimoni Artístic de la Generalitat valenciana).

## Descripció
Es tracta d'un edifici de planta de nau única i diverses crugies separades per arcs diafragma, d'auster interior i exterior, malgrat explicar connun altar major i una torre campanar d'estil barroc, datada aquesta última del segle xvii.
La porta d'entrada al temple, que és d'estil romànic, en forma d'arc de mig punt, amb arquivolta i dovellada, se situa en un dels laterals de la planta.
Durant la restauració del temple, que ha durat més d'una dècada, es van descobrir unes pintures sobre taula, datades del segle xiii i es va restaurar el sostre de fusta que feia de coberta interior del temple.
El campanar és de fàbrica posterior a la resta del temple, utilitzant-se per a la seva construcció maçoneria recoberta amb morter, i amb reforços de carreu en les cantonades. També es va emprar pedra llaurada per a les fornícules. Disposa d'obertures per a una campana, la denominada “San Jacinto”, que data de 1797 i compta amb un pes de 182 kg i un diàmetre de 68 centímetres.